# Béatrice Fraiteur
Béatrice Fraiteur (Ukkel, 28 juni 1956) is een voormalig Belgisch politica.

## Levensloop
Fraiteur volgde een opleiding tot maatschappelijk assistent aan het Institut Cardijn van de UCL en behaalde nadien een certificaat in de tropische geneeskunde aan het Instituut voor Tropische Geneeskunde in Antwerpen. Van 1979 tot 1985 werkte ze voor Artsen zonder Grenzen, waarvoor ze humanitaire missies vervulde in Afghanistan, voor Cambodjaanse vluchtelingen in Thailand en voor vluchtelingen uit de Ethiopische regio Ogaden in Somalië. Eens terug in België ging Fraiteur een opleiding in de journalistiek volgen in Brussel en werkte ze van 1985 tot 1995 als sociaal assistent bij het OCMW van Waterloo en het Universitair ziekenhuis Saint-Luc in Sint-Lambrechts-Woluwe.
Eind jaren 1980 werd Fraiteur politiek actief voor de christendemocratische PSC, vanaf 2002 cdH genaamd. Van 2000 tot 2002 was ze voorzitter van vrouwenafdeling Femmes PSC. Van 1988 tot 1991 was zij OCMW-raadslid in Ukkel en nadien was zij van 1991 tot 2024 gemeenteraadslid van de gemeente. Tevens zetelde zij van 1995 tot 2004 en van 2009 tot 2014 in het Brussels Hoofdstedelijk Parlement. Als parlementslid legde Fraiteur zich toe op leefmilieu, volksgezondheid, infrastructuur, sociale zaken. Van 2006 tot 2007 was zij tevens medewerker voor Gezinszaken op het kabinet van toenmalig staatssecretaris voor Gezin en Personen met een Handicap Gisèle Mandaila Malamba en in 2007 werd zij gedelegeerd bestuurder van het cultureel centrum in Ukkel.
In februari 2004 verliet ze samen met onder meer Richard Fournaux het cdH om actief te worden in de MCC, de christendemocratische beweging verbonden aan de liberale MR, om in 2005 over te stappen naar het FDF, in 2015 herdoopt tot DéFI. In januari 2019 verliet Fraiteur deze partij vanwege het gebrek van collegialiteit dat ze naar eigen zeggen in de lokale afdeling van Ukkel ervoer en stapte ze over naar de liberale MR.
Na haar parlementaire loopbaan ging ze in 2015 opnieuw aan de slag als sociaal assistent.